# مارتین فریدک (بازیکن فوتبال، زاده ۱۹۹۲)
مارتین فریدک (چکی: Martin Frýdek؛ زادهٔ ۲۴ مارس ۱۹۹۲) بازیکن فوتبال اهل جمهوری چک است.
از باشگاه‌هایی که در آن بازی کرده‌است می‌توان به باشگاه فوتبال اسپارتا پراگ و باشگاه فوتبال اسلوان لیبرتس اشاره کرد.
وی همچنین در تیم‌های ملی فوتبال زیر ۲۱ سال جمهوری چک، و جمهوری چک بازی کرده‌است.